# Republiken Polens förtjänstorden

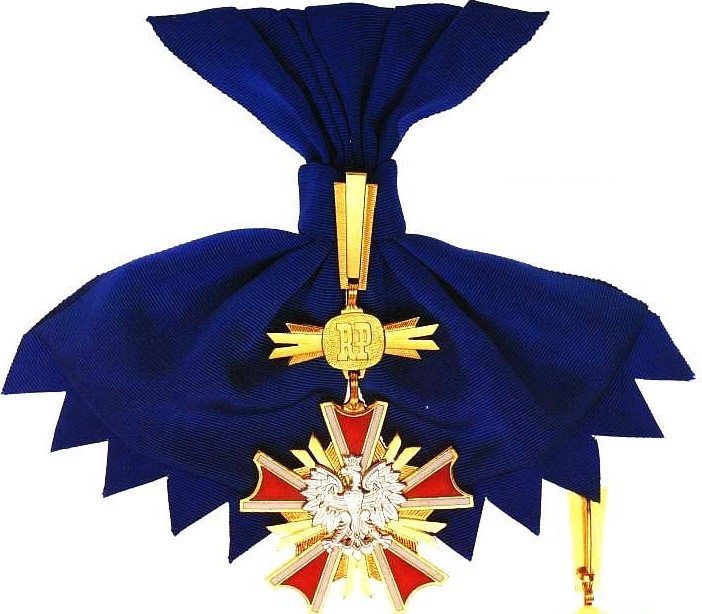
Storkorset av Republiken Polens förtjänstorden.

Republiken Polens förtjänstorden (polska: Order Zasługi Rzeczypospolitej Polskiej), är en orden instiftad 1974 i fem grader av polska parlamentet som ersättare för den historiska Vita Örns orden. Orden utdelas till dem som har gjort extraordinär service till den polska nationen. Den beviljas utlänningar eller polacker bosatta utomlands och är som sådan en traditionell 'diplomatisk orden'.